# Sandra Hälldahl
Sandra Hälldahl (ur. 29 grudnia 1977 w Åre) – szwedzka narciarka alpejska, dwukrotna medalistka mistrzostw świata juniorów.

## Kariera
Pierwszy raz na arenie międzynarodowej Sandra Hälldahl pojawiła się 26 listopada 1994 roku w Duved, gdzie w zawodach FIS Race w slalomie zajęła szóste miejsce. W 1995 roku wystartowała na mistrzostwach świata juniorów w Voss, zdobywając srebrny medal w gigancie. W zawodach tych rozdzieliła na podium dwie reprezentantki Szwajcarii: Karin Roten oraz Catherine Borghi. Na tej samej imprezie zajęła także siódme miejsce w slalomie. Podczas rozgrywanych rok później mistrzostw świata juniorów w Schwyz Szwedka zdobyła złoty medal w slalomie. Hälldahl wyprzedziła bezpośrednio Niemkę Monikę Bergmann i Austriaczkę Sabine Egger.
W zawodach Pucharu Świata zadebiutowała 10 marca 1996 roku w Hafjell, gdzie była siedemnasta w slalomie. Tym samym już w swoim debiucie wywalczyła pierwsze pucharowe punkty. Nigdy nie stanęła na podium zawodów pucharowych, najwyższą lokatę uzyskała 23 listopada 1997 roku w Park City, gdzie była trzynasta w swej koronnej konkurencji. Najlepsze wyniki osiągała w sezonie 1997/1998, kiedy zajęła 80. miejsce w klasyfikacji generalnej. Nie startowała na mistrzostwach świata ani igrzyskach olimpijskich. W 2001 roku zakończyła karierę.

## Osiągnięcia

### Mistrzostwa świata juniorów
| Miejsce | Dzień     | Rok  | Miejscowość | Konkurencja | Czas biegu  | Strata  | Zwyciężczyni   |
| ------- | --------- | ---- | ----------- | ----------- | ----------- | ------- | -------------- |
| 7.      | 18 marca  | 1995 | Voss        | Slalom      | 1:22,12 min | +2,56 s | Marlies Oester |
| 2.      | 20 marca  | 1995 | Voss        | Gigant      | 2:02,46 min | +0,35 s | Karin Roten    |
| DNF1    | 29 lutego | 1996 | Schwyz      | Gigant      | 2:07,15 min | -       | Karen Putzer   |
| 1.      | 2 marca   | 1996 | Schwyz      | Slalom      | 1:43,79 min | -       | -              |

### Puchar Świata

#### Miejsca w klasyfikacji generalnej
- sezon 1997/1998: 80.
- sezon 1998/1999: 96.

#### Miejsca na podium
Hälldahl nigdy nie stanęła na podium zawodów PŚ.